# Hilltop Hoods

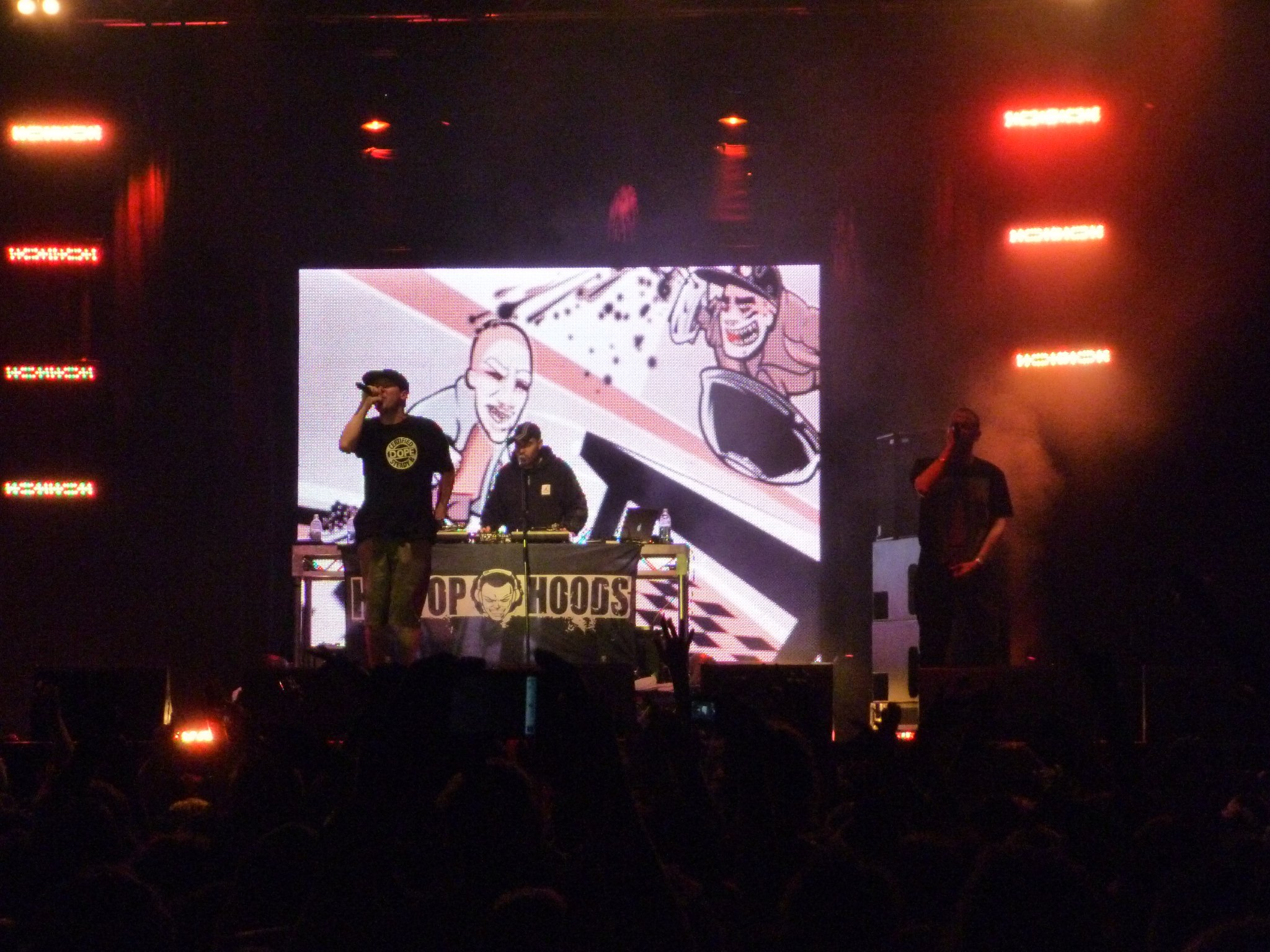
Hilltop Hoods 2009

Hilltop Hoods – grupa wykonująca muzykę z gatunku australijskiego rapu, która została utworzona w 1991 w Adelajdzie, w Południowej Australii. Grupa składa się z dwóch raperów: Suffa (Matt Lambert) oraz MC Pressure (Daniel Smith). W grupie działa także DJ Debris (Barry Francis) zastępujący DJ-a Nexta (Ben Hare), który opuścił grupę w 1999. Artyści wydali swój pierwszy EP: "Back Once Again" w 1997 a następnie z biegiem czasu ukazało się 6 kolejnych albumów studyjnych, trzy płyty DVD: The Calling Live, The City of Light oraz Parade of the Dead, a także remix jednego z albumów, do którego zagrała orkiestra symfoniczna z Sydney: "The Hard Road: Restrung". Ich ostatnie trzy albumy wylądowały na szczycie listy ARIA Charts. Dwa z Singli "Chase That Feeling" (2009) and "I Love It" wraz z Sia (2011) wylądowały w pierwszej dziesiątce zestawienia singli. Na 2014 rok zapowiedziana jest premiera 7 albumu studyjnego obecnie nazwanego jako "Walking Under Stars".
Podczas ARIA Music Awards of 2006 grupa wygrała takie kategorie jak "Najlepsze wydawnictwo niezależne" oraz "Album roku: hip-hop" za płytę "The Hard Road". W 2007 ponownie zwyciężyli w kategorii "Album Roku: Hip-Hop" za remix albumu "The Hard Road: Restrung". To samo zwycięstwo przyznano im w 2009 za "State of the Art" i w 2012 za ich najnowszą płytę "Drinking from the Sun". W 2009 roku DJ Debris wygrał także w kategorii "Inżynier roku" za pracę przy ścieżkach dźwiękowych do "State of the Art".

## Historia

### Początki (1987–1997)
Suffa oraz MC Pressure po raz pierwszy spotkali się w Blackwood High School na Eden Hills – przedmieściach Adelajdy w 1987 roku. Wtedy postanowili założyć duet raperów. W 1991 do ich duetu dołączył DJ Next, dzięki czemu udało się utworzyć 3-osobową grupę. Nazwa Hilltop Hoods miała odniesienie do przedmieść Adelajdy(potocznie nazywana Hilltop) gdzie poznali się Suffa oraz Pressure. MC Flak (z grupy Cross Bred Mongrels) wymyślił nazwę Hilltop Hoods. Podczas swoich pierwszych kroków inspirowali się wykonawcami ze USA: Notorious B.I.G., KRS-One, Gang Starr, Wu-Tang Clan czy też Public Enemy.
Grupa występowała w wielu miejskich klubach, DJ Next podczas występów na żywo tworzył "skrecze". Nagrali swoje pierwsze demo "Highlanders" (utwory można znaleźć na stronie grupy do pobrania za darmo). Z grupą współpracował w tamtym czasie także MC Summit występujący jako DJ Sum-1, aczkolwiek zagościł się na krótko w roku 1996 i nie został włączony do późniejszej współpracy z zespołem.
Pierwsze wydawnictwo zespołu pojawiło się w 1997 roku na płytach winylowych. Siedem utworów znalazło się na "Back Once Again". Produkcją zajął się DJ Debris (DJ z grupy Cross Bred Mongrels). Gościnnie na płycie ukazali się Debris i Quromystix. Album "Back Once Again" jest możliwy do pobrania z oficjalnej strony zespołu.

### "A Matter Of Time" i "Left Foot, Right Foot" (1999–2001)
Debiut grupy, został wydany w 1999 pod tytułem "A Matter of Time". Owe wydawnictwo pojawiło się już na płytach CD. Jeden z utworów, który ukazał się na płycie zawiera scratching. Album, tak jak demo "Back Once Again" jest możliwy do pobrania ze oficjalnej strony zespołu. Po wydaniu Matter Of Time z grupy odszedł DJ Next, lecz zastąpił go Debris jeszcze w tym samym roku. W roku 2001 ukazał się kolejny, drugi album "Left Foot, Right Foot", Wyprodukowany przez następujące osoby: Suffa, Debris oraz Veraquth. Dzięki Left Foot, Right Foot grupa została doceniona przez osoby pochodzące z Adelajdy, mimo to jednak poza granicami swojego miasta byli praktycznie nieznani.

### "The Calling" (2003–2005)
Hilltop Hoods wydali swój trzeci album studyjny i pierwszy dla wytwórni Obese "The Calling" 22 września 2003 roku, który stał się sukcesem i uzyskał status złota, a później platyny. Rok później w Marcu dotarł na pozycje 50 zestawienia ARIA, aczkolwiek opuścił najlepszą setkę jeszcze we wrześniu tego samego roku. "The Nosebleed Section" utwór, który dał grupie rozpoznawalność w całej Australii wylądował na 17. miejscu na liście Triple J Hottest 100 of All Time w 2009 roku. Uznaje się, że dzięki "The Calling" Australijska scena rapu nabrała kształtu, wydostała się z cienia i na zawsze stała się gatunkiem szanowanym.
Utwór "The Nosebleed Section" uzyskał status złota. Jest także najczęściej odsłuchanym kawałkiem z gatunku Aussie Rap w serwisie YouTube. Na chwilę obecną posiada ~8,6 mln wyświetleń.

### "The Hard Road" i "The Hard Road: Restrung" (2006–2008)
Po sukcesie "The Calling", kolejny krążek pojawił się 3 lata później, 1 kwietnia 2006 roku, światło dzienne ujrzał krążek The Hard Road i jako pierwszy w historii album hip-hop uplasował się na 1 pozycji w zestawieniu ARIA z 2006 roku, a także uzyskał status złota tydzień po premierze(obecnie pokryty jest platyną). Wydanie było promowane takimi singlami jak "Clown Prince" (30. miejsce na ARIA), "The Hard Road" i "What A Great Night". Płyta otrzymała nominacje do 3 kategorii wygrywając Best Urban Album i Best Independent Release w roku 2007. Singiel "What a Great Night" był jednym z najbardziej kosztownych klipów, aczkolwiek odzwierciedla on sukces i popularność Hilltopsów.
Rok później, pojawił się remix legendarnego albumu "The Hard Road", zatytułowany jako "Restrung". Do utworów zostały dograne ścieżki dźwiękowe orkiestry symfonicznej z Sydney. Remix albumu osiągnął pozycje 8 na zestawieniu ARIA oraz pokrył się złotem.

### "State Of The Art" (2009–2010)
Po 3 albumach, które odniosły komercyjny sukces, Hilltop Hoods postanowili opuścić wytwórnie Obese Records, by założyć własną wytwórnie "Golden Era Records". Informacje, które jakoby były zapowiedzią kolejnego albumu pojawiły się już w 2008 roku, o których powiedział w wywiadzie Pressure: Zdaliśmy sobie sprawę, że po wydaniu "The Hard Road: Restrung" w którym była orkiestra, melodie w utworach mogą być znacznie bardziej rozwinięte. Więc postawiliśmy, by działać właśnie w oparciu o takie ścieżki... Po jakimś czasie okazało się, że wydany zostanie kolejny album o nazwie "State Of The Art".
Album był promowany singlem "Chase That Feeling" (8. miejsce na ARIA, pokryty dwukrotną platyną) w którym można usłyszeć Orkiestre symfoniczną, tym razem z Adelajdy. Dwa pozostałe single "Still Standing" oraz "The Light You Burned" wylądowały kolejno na 34 i 62 pozycji na ARIA. Tak, jak jego poprzednik, "The Hard Road" wylądował od razu na szczycie listy ARIA, a także stał się albumem, który uzyskał status podwójnej platyny(sprzedano około 140 tys. egzemplarzy).

### "Drinking from the Sun" (od 2011)
Pod koniec listopada roku 2011 w sprzedaży pojawił się kolejny singiel, "I Love It", który dostał się na pozycje 6 na zestawieniu ARIA, zostały wtedy nagrane 3 różne wersje teledysków, singiel osiągnął status potrójnej platyny 20 marca 2013 roku.
Muzycy 1 i 2 grudnia 2011 zagrali jako Support dla Eminema, który odbył krótką trasę koncertową, grając w Melbourne i Sydney.
Jeden z utworów został opublikowany w serwisie YouTube po krótkiej akcji na Facebooku Hoodsów, gdzie pojawił się post o treści: Jeśli ten post zostanie polubiony przez 5000 osób, opublikujemy jeden utwór z albumu "Drinking from the Sun". Post zdobył 7,5 tys. "Lubię To" w zaledwie 10 minut, na co pojawiła się odpowiedź: Wow. Dajcie nam chwilę i kilka minut później został wklejony link do utworu pod tytułem "Rattling the Keys to the Kingdom". "Drinking from the Sun" wydany 20 marca 2012 roku stał się trzecim z rzędu albumem, który zdobył szczyt listy i również pojawił się na New Zealand Albums Chart na miejscu 40.
16 kwietnia 2012 pojawił się drugi singiel wraz z teledyskiem "Speaking in Tongues", jest to czarno-biały klip, w którym jest mowa o tolerancji. Gościnnie pojawił się w nim Chali 2na.
Grupa wypuściła także krótką składankę "The Good Life in the Sun" w 2012 roku, miała ona na celu promować ich trasę koncertową "Speaking In Tongues Tour", znalazły się tam kawałki z "Drinking From the Sun" na których Suffa dokonał remixu. Składanka dostępna jest do pobrania za darmo. W lipcu 2012 roku, pojawił się trzeci singiel "Shredding the Balloon". We wrześniu pojawił się teledysk do utworu "Rattling the Keys to the Kingdom" na którym można zobaczyć wykonawców rapu z całej Australii, aczkolwiek nie pojawili się dosłownie wszyscy, zabrakło tam takich artystów jak np. 360 czy Bliss N Eso.

### "Walking Under Stars" (2014)
Premiera kolejnego albumu na początku miała odbyć się w 2013 roku, o czym mówił post, który pojawił się na oficjalnym profilu na Facebooku: Właśnie minął rok od wydania singla "I Love It" Dziękujemy wszystkim którzy wspierali nas przez te ostatnie dwanaście miesięcy. To było niesamowite. Mamy nadzieje, że będziecie z nami, gdy w następnym roku pojawi się "Walking Under Stars". Suffa, Pressure & Debris. Jednak obecne informacje świadczą o tym, że płyta ma szanse pojawić się w 1 kwartale 2014 roku.

## Dyskografia

### Albumy studyjne
| 1999                          | A Matter of Time - Pierwszy album studyjny - Data wydania: 1999 - Wytwórnia: Wydawnictwo niezależne     | —  | —  |                              |
| 2001                          | Left Foot, Right Foot - Drugi album studyjny - Data wydania: 2001 - Wytwórnia: Wydawnictwo niezależne   | —  | —  |                              |
| 2003                          | The Calling - Trzeci album studyjny - Data wydania: 22 września 2003 - Wytwórnia: Obese Records         | 50 | —  | - ARIA: Platyna (70.000+)    |
| 2006                          | The Hard Road - Czwarty album studyjny - Data wydania: 1 lipca 2006 - Wytwórnia: Obese Records          | 1  | —  | - ARIA: Platyna (70.000+)    |
| 2007                          | The Hard Road: Restrung - Remix - Data wydania: 23 maja 2007 - Wytwórnia: Obese Records                 | 8  | —  | - ARIA: Złoto (35.000+)      |
| 2009                          | State of the Art - Piąty album studyjny - Data wydania: 12 czerwca 2009 - Wytwórnia: Golden Era         | 1  | —  | - ARIA: 2×Platyna (140.000+) |
| 2012                          | Drinking from the Sun - Szósty album studyjny - Data wydania: 9 marca 2012 - Wytwórnia: Golden Era      | 1  | 37 | - ARIA: 2×Platyna (140.000+) |
| 2014                          | Walking Under The Stars - Szósty album studyjny - Data wydania: 8 sierpnia 2014 - Wytwórnia: Golden Era | 1  | 23 |                              |
| "—" pozycja nie była notowana | |    |    |                              |

### Składanki
- Back Once Again (1997)
- Chase That Feeling (2009)
- Still Standing (2009)
- The Light You Burned (2009)
- The Good Life in the Sun (2012)

### Płyty DVD
- The Calling Live (2005)
- The City of Light (2007)
- Parade of the Dead (2010)

### Wytwórnia "Golden Era Records"
Golden Era Records, to wytwórnia należąca do Hilltop Hoods, założona została w 2009 roku:
Dla niektórych ludzi, złote lata Hip Hop to lata 90. Wystarczy zapytać przypadkową osobę, a ona Ci powie, że renesans hip-hopu nastąpił w roku 1988. Zapytasz się jednego z pionierów, odpowie Ci, że złote lata były trzy dekady temu, gdy kultura hip-hop się narodziła. W każdym razie tak zwane złote lata nie charakteryzują się tylko samym stylem muzyki, sentyment pojawia się przez rzeczy mniej zauważalne, jak np. klimat który wtedy panował. Wytwórnia ta nie została założona, by publikować słabe nagrania, które po jednym odsłuchaniu lądują w kąt; ma ona na celu tworzenie muzyki, dzięki której będziesz mógł się poczuć, jak w złotych latach Hip-Hopu[...].
Obecnymi członkami wytwórni są Briggs, Funkoars, Vents, Adfu i ostatnio dołączony K21.

### "Hilltop Hoods Remix Shoe"
Artyści posiadają swoją limitowaną edycje butów, które zostały wyprodukowane przy współpracy z DC Shoes i wydany 1 lutego 2008 roku. Są pierwszym australijskim składem hip hopowym, którzy wydali własne buty.

### "Hilltop Hoods Initiative"
Grupa stworzyła projekt, który poprzednio miał na celu pomóc nowym artystom z Południowej Australii w wybiciu się – pojawił się on w 2005 roku. Stypendium wynosiło 3.000 AUD. W 2009 nagroda została powiększona do 5.000 AUD, a inicjatywa przerodziła się w narodowy projekt dostępny dla każdego nowego artysty, jeśli nie ma on w swojej dyskografii oficjalnego wydawnictwa, a także musi być obywatelem Australii, lub być rezydentem będąc na terenie kraju przez co najmniej dwa lata. Obecna wartość, która została ustanowiona jako nagroda w 2013 roku to 10.000 AUD. W każdym roku stypendium zostało przydzielone dla grupy General Knowledge (2006), Subsketch (2007), Jimblah (2008), K21 (2009), 1/6 (2010), Koolta (2011), grupy Run for Your Life (2012) i Chelsea Jane (2013)

## Członkowie
- MC Suffa – rap, inżynieria dźwięku, miks, produkcja (od 1991)
- MC Pressure – rap (od 1991)
- DJ Next – inżynieria dźwięku, scratching (1991–1999)
- MC Summit jako DJ Sum-1 – rap (krótko w 1996)
- DJ Debris – produkcja, inżynieria, scratching (po wydaniu A Matter Of Time - od 1999)